# Djungelbandet
Djungelbandet är en svensk musikgrupp för barn. Bandet består av Fantomen (Stefan Wahlén), Mr. Timbuktu (Jörgen Lundberg), Överste Weeks (Bengt Palm) och Papa Goja (Stefan Hedlund).
Djungelbandet har bland annat märkt ut sig genom turnéer som nått många orter i Sverige, från Smygehuk i söder till Kiruna i norr. Vid 2004 var bandet uppe i 130 föreställningar om året. År 2010 turnerade man även i Finland. Musikföreställningarna riktar sig till barn i förskole- och skolåldern. Det genomgående temat har varit icke-våld och kamratskap samt global uppvärmning, som man förmedlat genom texter och musik. Deras mest kända hit är Tjena mittbena. Ofta använder man existerande melodier från 1950- och 60-talen till vilka man skrivit aktuella texter för en barnpublik.
Bandet bildades 1992, inledningsvis under namnet Fantomen och Djungelbandet. Bandet har sitt ursprung i att Stefan Wahlén när han var ordförande i Folkets hus i Eskilstuna brukade klä ut sig till Fantomen när barnfilm skulle visas. Det utvecklade sig till ett band när han träffade musikerna Hedlund, Palm och Lundberg. Hedlund, Palm och Lundberg hade spelat tillsammans sedan 1970-talet i gruppen Vismännen. I slutet av 1980-talet började de även med barnkonserter under namnet Vismän för barn. Sin bas har bandet i Skåne, huvudsakligen i Eslöv.

## Medlemmar
| Medlem          | Roll                  |
| --------------- | --------------------- |
| Stefan Wahlén   | sång                  |
| Jörgen Lundberg | sång, elgitarr        |
| Bengt Palm      | sång, akustisk gitarr |
| Stefan Hedlund  | sång, elbas           |

## Diskografi

### Album
| Titel                      | Utgivningsår |
| -------------------------- | ------------ |
| Djungelbus                 | 1994         |
| Fest på Eden               | 1996         |
| Djungelbandets spelhåla    | 1998         |
| Annorlundalåtar            | 2002         |
| Om alla drar åt samma håll | 2008         |